# Denkschriften der Kaiserlichen Akademie der Wissenschaften. Mathematisch-naturwissenschaftliche Klasse
Denkschriften der Kaiserlichen Akademie der Wissenschaften. Mathematisch-naturwissenschaftliche Klasse (abreviado Denkschr. Kaiserl. Akad. Wiss., Wien. Math.-Naturwiss. Kl.) fue una revista ilustrada con descripciones botánicas que fue editada en Viena Austria. Se publicaron 92 números en los años 1850-1916. Fue reemplazada por Kaiserliche Akademie der Wissenschaften in Wien. Mathematisch-Naturwissenschaftliche Klasse. Denkschriften